# Haloclava chinensis
Haloclava chinensis är en havsanemonart som beskrevs av Oscar Henrik Carlgren 1931. Haloclava chinensis ingår i släktet Haloclava och familjen Haloclavidae. Inga underarter finns listade i Catalogue of Life.